# Vettore area
In geometria, il vettore area (o vettore superficie) per una superficie è il vettore {\displaystyle \mathbf {S} } di intensità pari all'area {\displaystyle S} della superficie e direzione perpendicolare al piano della superficie:
{\displaystyle \mathbf {S} =\mathbf {\hat {n}} S}
dove {\displaystyle \mathbf {\hat {n}} } è il versore normale alla superficie.
Per una superficie curva il vettore superficie è dato da
{\displaystyle \mathbf {S} =\sum _{i}\mathbf {\hat {n}} _{i}S_{i}}
dove {\displaystyle S_{i}} sono gli elementi di superficie piani, {\displaystyle \mathbf {\hat {n}} _{i}} è il versore normale ad ogni elemento di superficie {\displaystyle S_{i}}.
La formulazione integrale del vettore superficie è data dall'integrale sugli elementi di superficie
{\displaystyle d\mathbf {S} =\mathbf {\hat {n}} dS}
ovvero
{\displaystyle \mathbf {S} =\int d\mathbf {S} =\int \mathbf {\hat {n}} dS}
Per una superficie curva il vettore superficie ha modulo minore dell'area, e per una superficie chiusa è nullo.
Il concetto di area vettoriale semplifica il calcolo del flusso attraverso una superficie, che può essere scritto come il prodotto scalare del campo per il vettore superficie.

## Proiezione dell'area su piani
La proiezione dell'area su, ad esempio, il piano x-y, è equivalente alla componente z del vettore area, ed è da
{\displaystyle \mathbf {S_{z}} =\left|\mathbf {S} \right|\cos \theta }
dove {\displaystyle \theta } è l'angolo tra il piano normale e l'asse z.